# Beyond the Pale
Beyond the Pale è il primo album in studio del gruppo musicale britannico Jarv Is, guidato dal cantante Jarvis Cocker, noto come componente dei Pulp. Il disco è stato pubblicato nel 2020 dalla Rough Trade Records.

## Tracce
1. Save the Whale – 4:30
2. Must I Evolve? – 6:41
3. Am I Missing Something? – 6:46
4. House Music All Night Long – 5:53
5. Sometimes I Am Pharaoh – 5:18
6. Swanky Modes – 4:36
7. Children of the Echo – 6:32

CD Bonus
1. Suite for Ian & Jane – 25:24

## Formazione
- Jarvis Cocker
- Serafina Steer
- Emma Smith
- Jason Buckle
- Andrew McKinney
- Adam Betts